# Danil Sadreïev
Danil Marselevich Sadreïev (en russe : Данил Марселевич Садреев), né le 7 mai 2003 à Leninogorsk, est un sauteur à ski russe.

## Carrière
Danil Sadreïev, membre du club de sa ville natale Leninogorsk, fait ses débuts en compétition internationale début 2018 sur une manche de la FIS Cup. En 2019, il saute pour la première fois en Coupe continentale et lors de Championnats du monde junior à Lahti.
Juste après une victoire à Oberwiesenthal en FIS Cup, il prend part aux Jeux olympiques de la jeunesse d'hiver de 2020, à Lausanne, où il obtient deux quatrièmes places, sur le concours individuel, ainsi que sur l'épreuve par équipes mixte de ski nordique. Lors des Championnats du monde junior suivants, il améliore son résultat de 2019 avec une quinzième place individuelle ainsi que ses cinquième et sixième places par équipes. Il fait aussi ses débuts cette saison en Coupe du monde à Rasnov.
Pour commencer la saison 2020-2021, Sadreïev est directement appelé pour la Coupe du monde à Nijni Taguil. Il se qualifie pour les deux concours : lors du premier, il est disqualifié et lors du second, il atteint la deuxième manche et prend la 25e place, synonyme de premiers points. Cet hiver, il obtient des sélections pour les Championnats du monde de vol à ski (31e en individuel), les Championnats du monde junior (médaille de bronze par équipes et onzième en individuel) et les Championnats du monde élite à Oberstdorf (25e et 43e en individuel).
En septembre 2021, lors du Grand Prix d'été, il monte sur son premier podium dans une compétition avec l'élite, accompagnant sur la « boite » les Norvégiens Halvor Egner Granerud, Robert Johansson et Marius Lindvik.
Il continue sa progression lors de l'hiver 2021-2022, marquant des points pour la Coupe du monde à de multiples reprises, avec comme résultats de référence deux douzièmes places sur grand tremplin à Ruka et Klingenthal. Alors intégré à l'équipe du Comité olympique russe aux Jeux olympiques d'hiver de 2022 à Pékin, il se classe d'abord huitième sur le concours en petit tremplin, puis remporte la médaille d'argent lors du premier concours par équipes mixte en compagnie d'Evgeniy Klimov, Irma Makhinia et Irina Avvakumova, obtenant un premier podium pour des Russes en saut à ski aux Jeux olympiques,.

## Palmarès

### Jeux olympiques
| Épreuve / Édition | Pékin 2022                         |
| Petit tremplin    | 8e                                 |
| Grand tremplin    | 16e                                |
| Par équipes       | 7e                                 |
| Par équipes mixte | Médaille d'argent, Jeux olympiques |

### Championnats du monde
| Épreuve / Édition  | Oberstdorf 2021 |
| Petit tremplin     | 25e             |
| Grand tremplin     | 43e             |
| Par équipes        | -               |
| Par équipes mixtes | 7e              |

### Championnats du monde de vol à ski
| Épreuve / Édition | Planica 2020 |
| Individuel        | 31e          |
| Par équipes       | 7e           |

### Coupe du monde
- Meilleur classement général : 38e en 2022.
- Meilleur résultat individuel : 12e.

#### Classements généraux annuels
| Année     | Rang |
| 2020-2021 | 67e  |
| 2021-2022 | 38e  |

### Championnats du monde junior
| Épreuve / Édition | Lahti 2019 | Oberwiesenthal 2020 | Lahti 2021 |
| Individuel        | 49e        | 15e                 | 11e        |
| Par équipes       | 7e         | 6e                  | Bronze     |
| Par équipes mixte | -          | 5e                  | -          |

### Grand Prix
- 1 podium individuel.